# Luis Riveros
Luis Alfredo Riveros Cornejo (Santiago, 18 de febrero de 1948) es un economista y académico chileno. Fue decano de la Facultad de Economía y Negocios y rector de la Universidad de Chile entre 1998 y 2006. Sirvió como Gran Maestro de la Gran Logia de Chile en los periodos 2010-2014 y 2014-2018.

## Estudios
Cursó estudios de enseñanza básica y media en el Liceo Miguel Luis Amunátegui. Es Profesor de Historia y Geografía de la Universidad Técnica del Estado y licenciado en Filosofía con mención en Historia de la Universidad de Chile, donde además obtuvo un magíster en Ciencias con mención en Economía. En la Universidad de California-Berkeley, logró un máster y un Ph. D. en Economía.

## Carrera académica
Desde 1977 ha sido docente de la Facultad de Ciencias Económicas y Administrativas, enseñando también en la Escuela de Administración Pública y en el Departamento de Educación de la Facultad de Ciencias Sociales.
De gran formación humanista, a Riveros se lo reconoce internacionalmente por sus trabajos de investigación en las áreas educativas, de empleo y salarios. Entre 1986 y 1991 fue editor de la revista Estudios de Economía, publicada por la Facultad de Ciencias Económicas y Administrativas de la Universidad de Chile. Asimismo, trabajó en la División de Investigación del Banco Mundial. Ha detentado los cargos de presidente del Consejo Latinoamericano de Escuelas de Administración y director de la Asociación Internacional de Profesores de Administración.
Se desempeñó como decano de la Facultad de Ciencias Económicas y Administrativas de la Universidad de Chile desde 1994 hasta 1998. En junio de ese año fue elegido rector de la Universidad de Chile, cargo en el cual fue reelegido el 3 de julio de 2002, período que culminó el año 2006.
Posteriormente ha sido director de la Asociación de Universidades del Asia-Pacífico, Asia Pacific Research Universities (APRU) y miembro de la Comisión Bicentenario Nacional. En 2014 fue designado presidente la Comisión Ejecutiva de la Universidad de O'Higgins.
En la actualidad se desempeña como decano de la Facultad de Economía, Gobierno y Comunicaciones de la Universidad Central de Chile.

## Masón
Ingresó a la masonería el 17 de abril de 1985 en la Logia Cóndor N.º 9 del Valle de Santiago. Durante su estadía en los Estados Unidos, estuvo afiliado a la Logia Albert Pike N.º 33 de Washington D. C. (1986-1991).
En 1991, de regreso en Chile, se afilió a la Logia Prometeo N.º 101, en la que ocupó los puestos de Orador y Venerable Maestro. En mayo de 2010 resultó elegido como Gran Maestro de la Gran Logia de Chile para el período 2010-2014, obteniendo más del 60% de los votos escrutados, presentándose nuevamente a la reelección para el periodo 2014-2018, resultado ganador con el 68,2% de los votos escrutados.

## Condecoraciones
Nacionales
- Condecoración al Mérito del Senado de la República (Comendador)

Extranjeras
- Orden de Andrés Bello ( Venezuela)
- Orden al Mérito ( Polonia)